# Декстер (Џорџија)
Декстер (енгл. Dexter) град је у америчкој савезној држави Џорџија. По попису становништва из 2010. у њему је живело 575 становника.

## Демографија
Према попису становништва из 2010. у граду је живело 575 становника, што је 66 (13,0%) становника више него 2000. године.
| Група             | 2000.       | 2010.       |
| Белци             | 393 (77,2%) | 414 (72,0%) |
| Афроамериканци    | 115 (22,6%) | 152 (26,4%) |
| Азијати           | 0 (0,0%)    | 1 (0,2%)    |
| Хиспаноамериканци | 1 (0,2%)    | 1 (0,2%)    |
| Укупно            | 509         | 575         |